# Monreale
Monreale är en stad och kommun på Sicilien i Italien. Kommunen hade 39 047 invånare (2017). Monreale gränsar till kommunerna Alcamo, Altofonte, Bisacquino, Borgetto, Calatafimi Segesta, Camporeale, Carini, Contessa Entellina, Corleone, Giardinello, Gibellina, Godrano, Marineo, Montelepre, Palermo, Partinico, Piana degli Albanesi, Poggioreale, Roccamena, San Cipirello, San Giuseppe Jato, Santa Cristina Gela och Torretta.
Staden är berömd för sin katedral, grundlagd 1174 och Siciliens främsta normandiska kyrka, byggd i tegel som en treskeppig basilika. Katedalen har rikt sirade bronsdörrar och i det inre en praktfull inredning, särskilt korets mosaiker i bysantiniserande stil. Det anslutande benediktinklostret har en praktfull korsgång.